# Дні грому (фільм)
Дні грому (англ. Thunder Run) — американський бойовик 1986 року.

## Сюжет
Терористична організація загрожує дослідженням з атомної зброї в Америці. Чарлі Моррісон ветеран корейської війни та старіючий далекобійник отримує пропозицію від старого друга, за чверть мільйона доларів перевезти плутоній з Невади до секретної бази в штаті Аризона. Разом зі своїм онуком він починає подорож не підозрюючи, що терористи чекають у засідці на його смертоносний вантаж.

## У ролях
- Форрест Такер — Чарлі Моррісон
- Джон Айрленд — Джордж Адамс
- Джон Шеперд — Кріс
- Джилл Вітлоу — Кім
- Воллес Ленгем — Пол
- Шеріл М. Лінн — Джиллі
- Мерлін О'Коннор — Меггі
- Грем Ладлоу — Майк
- Алан Рачінс — Карлос
- Том Дуган — Вольф
- Денні Д. Деніелс — Бард
- Денніс Діл — генерал
- Джеймс Ралстон — Джош
- Річард «Роббі» Робертсон — Оскар
- Боуд Біл — Шон
- Меріпет Девіс — офіціантка
- Елізабет Кайтан — блондинка
- Патрік Бернс — вартовий
- Лестер Банді — інвестор
- Ернесто Сірс — Рауль
- Майк Де Луна — поліцейський 1
- Карл Вінкооп — поліцейський 2
- Донна Еванс — жінка терорист
- Патті Негрі — дівчина, (у титрах не вказана)